# Sân bay Mễ Lâm Nyingchi
Sân bay Mễ Lâm Nyingchi là một sân bay tại Nyingchi, khu tự trị Tây Tạng, Trung Quốc. Sân bay này được cho là một trong những sân bay khó tiếp cận nhất trên thế giới, do nó nằm trong một thung lũng quanh.
Nyingchi sân bay là sân bay thứ ba rằng Tây Tạng đã đưa vào hoạt động. Được xây dựng với chi phí 780 triệu nhân dân tệ (96.180.000 USD), bao gồm cả đầu tư của Tổng cục Hàng không dân dụng Trung Quốc (CAAC), sân bay nằm ở độ cao 2.949 mét trên mực nước biển, thấp hơn so với hai sân bay dân dụng khác, với một thiết kế lưu lượng hành khách hàng năm là 120.000 lượt mỗi năm.
Được biết đến như một trong những sân bay khó hạ cánh nhất thế giới, sân bay Nyingchi nằm trong thung lũng của sông Yarlung Tsangpo ở phía Đông Nam của cao nguyên Thanh Hải-Tây Tạng, bao quanh bởi núi non cao quá 4.000 mét bao bọc bởi những đám mây và sương mù trong suốt cả năm. Máy bay phải bay qua thung lũng sông hẹp và quanh co để tiếp cận sân bay. Đường bay hẹp nhất là ít hơn 4 km từ dãy núi dọc theo thung lũng về phía đối diện. Theo số liệu khí tượng, chỉ có 100 ngày trong năm với thời tiết phù hợp để vận hành đến sân bay mỗi năm.

## Các hãng hàng không và các tuyến bay
| Hãng hàng không         | Các điểm đến                        |
| ----------------------- | ----------------------------------- |
| Air China               | Chengdu Theo mùa: Bắc Kinh-Thủ đô   |
| China Southern Airlines | Guangzhou                           |
| Sichuan Airlines        | Chengdu                             |
| Tibet Airlines          | Chengdu, Chongqing, Lhasa, Shenzhen |